# Fête de la Sainte-Catherine

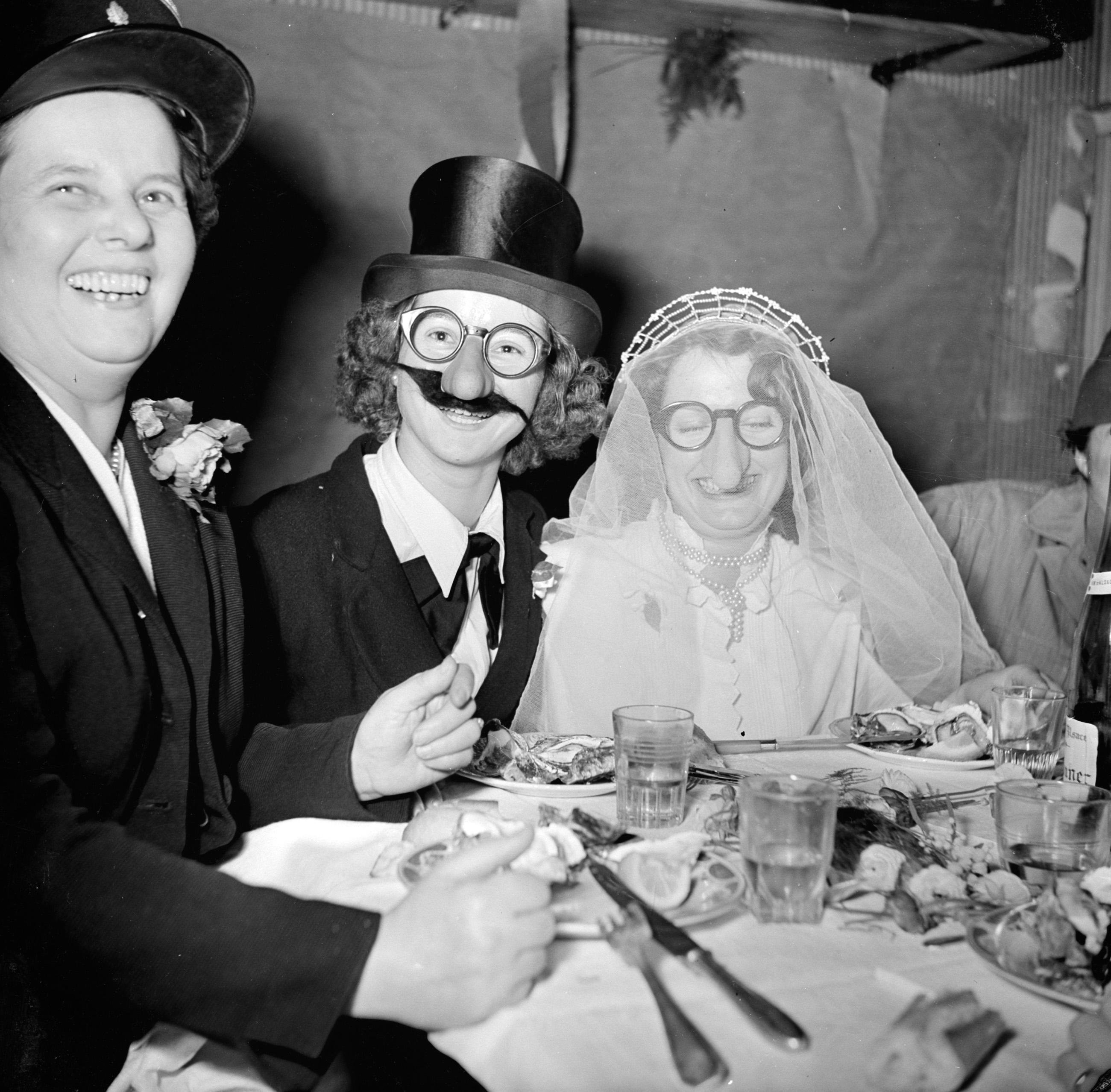
Fête de la Sainte-Catherine (Paris, c.1950)

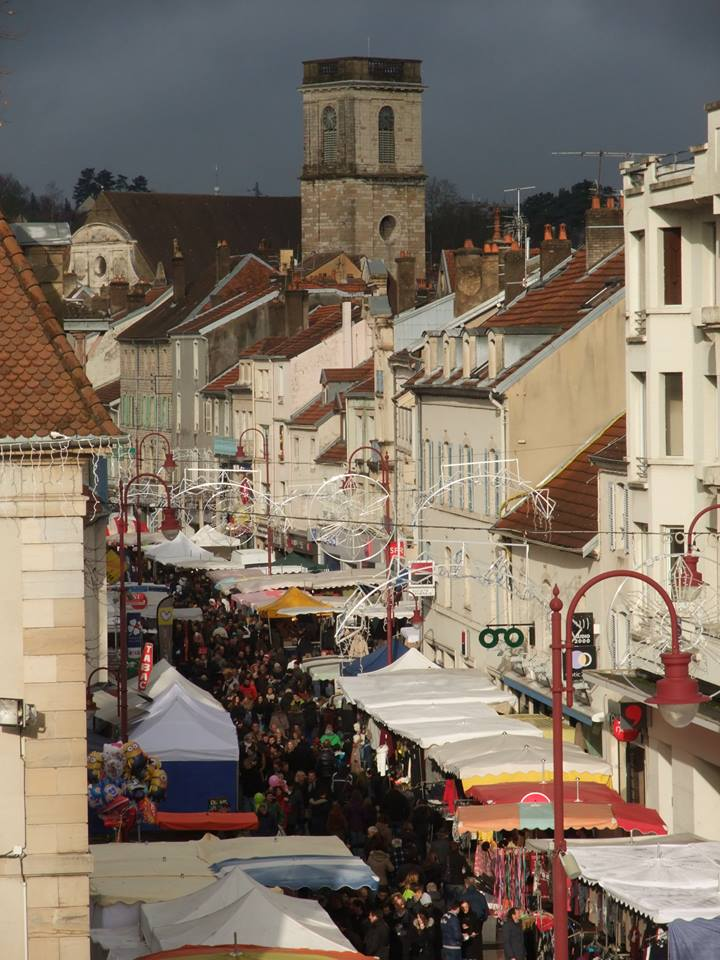
Foire de la Sainte-Catherine à Vesoul (rue Paul-Morel).

La fête de la Sainte-Catherine se célèbre le 25 novembre de chaque année depuis le Xe siècle et commémore le martyre de Catherine d'Alexandrie.
La fête donne lieu à diverses célébrations selon les régions de France, notamment celle de la foire de la Sainte-Catherine à Vesoul dont la première manifestation remonte à l'année 1295.
Dans le nord de la France, les petites écolières s'offrent des cartes de vœux pour la Sainte-Catherine, événement traditionnellement perçu comme la fête des filles, tandis que la Saint Nicolas est considérée comme celle des garçons.
En Suisse, dans le canton du Valais, la tradition de la Sainte-Catherine prend la forme d'un grand marché dans la ville de Sierre, organisé depuis le XIVe siècle. Jusqu'à la deuxième moitié du XXe siècle, la foire Sainte-Catherine était un marché essentiellement agricole, où l'on pouvait acheter et vendre des vaches.
La fête est particulièrement populaire en Estonie, où elle marque l'arrivée de l'hiver.
Dans les contrées luthériennes, la fête est également associée à Catherine, épouse d'Henri VIII d'Angleterre.

## Dans le monde

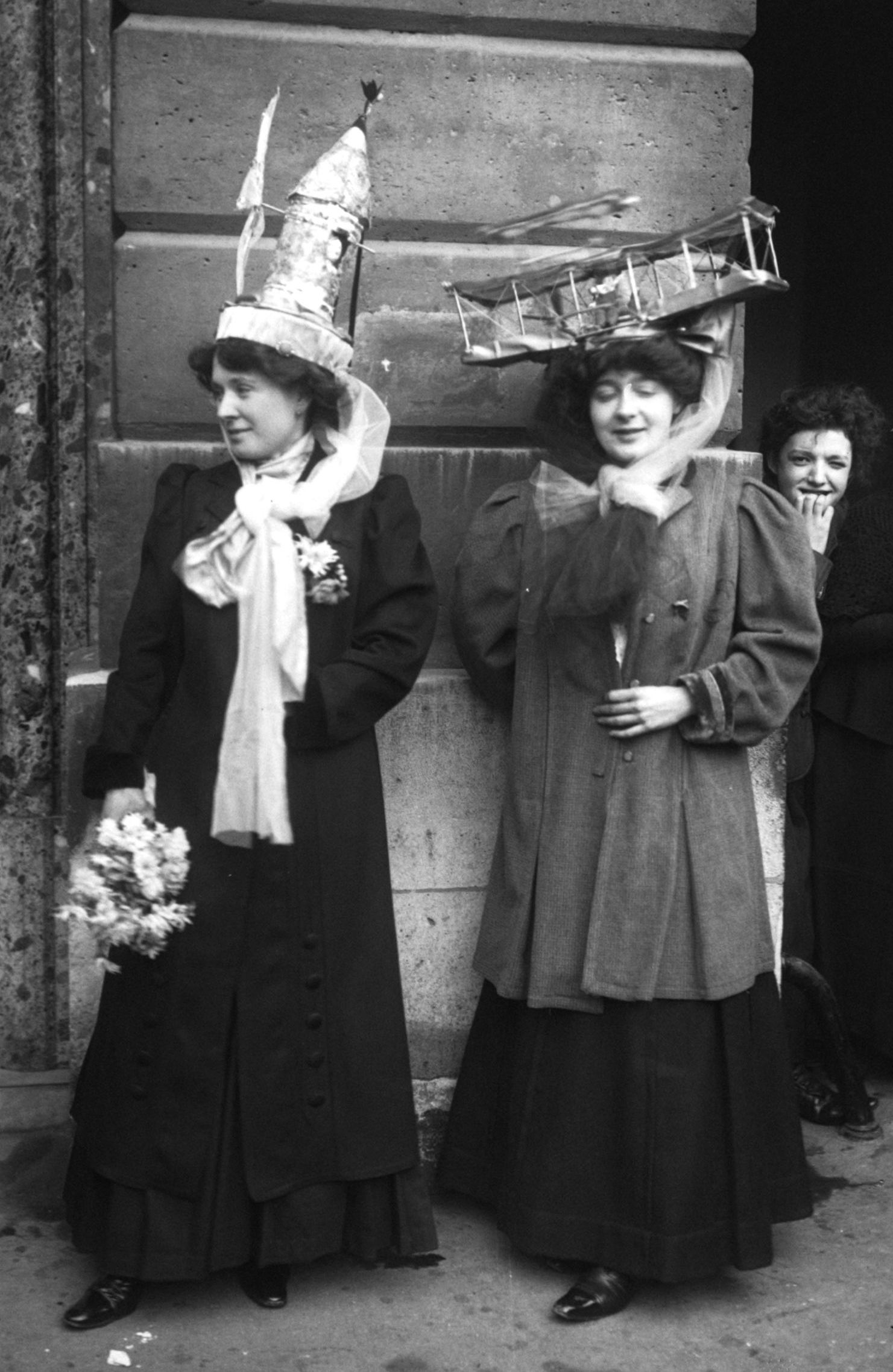
Deux Catherinettes à Paris en 1909

### France
« Sainte Catherine, soyez bonne
                     
Nous n'avons plus d'espoir
                  
qu'en vous
                                  
Vous êtes notre patronne
 
Ayez pitié de nous
                          
Nous vous implorons à genoux
                
Aidez-nous à nous marier
                    
Pitié, donnez-nous un époux
                 
Car nous brûlons d'aimer
                    
Daignez écouter la prière
                   
De nos cœurs fortement épris
                
Oh, vous qui êtes notre mère

Donnez-nous un mari »

En France, la fête est l'occasion pour les femmes d'au moins 25 ans encore célibataires de prier pour avoir un mari. On les appelle « Catherinettes ».
Avant cet âge, une prière typique est: « Donnez-moi, Seigneur, un mari de bon lieu! Qu'il soit doux, opulent, libéral et agréable! »[réf. souhaitée]. Après 25 ans : « Seigneur, un qui soit supportable, ou qui, parmi le monde, au moins puisse passer! »[réf. souhaitée]. Après 30 ans : « Un tel qu'il te plaira Seigneur, je m'en contente ! »[réf. souhaitée]
En ce qui concerne le jardinage, un dicton très répandu annonce la période optimale pour le bouturage des arbres et arbustes : « À la Sainte-Catherine, tout bois prend racine ». Cette croyance populaire est en partie vraie même s'il est possible de bouturer ses plants pendant toute la durée de l'hiver. Cette date est aussi celle qui est communément admise pour débuter la saison de plantation des arbres dans la plupart de nos régions françaises. Les feuillus sont alors en dormance, ils ont en grande partie fini de perdre leurs feuilles, ce qui rend possible leur transplantation,,.

### Grande-Bretagne
L'une des traditions en Grande-Bretagne est de cuisiner des Cattern Cakes lors de la Sainte-Catherine. Ceux-ci sont principalement composés de pâte, d'œufs, de graisse ou de beurre et de graines de carvi.

### Canada
Au Québec et ailleurs au Canada français, la fête de la Sainte-Catherine était particulière pour les « vieilles filles ». Suivant la tradition française, la fête était la dernière occasion pour les femmes de plus de 25 ans encore célibataires de se présenter aux hommes encore disponibles dans le but de se trouver un mari convenable. Ces dernières pouvaient porter une certaine marque distinctive (elles « coiffaient » Sainte-Catherine).
Au cours des siècles, le Québec se modernisant, l'âge fut augmenté à celui de 30 ans à la suite de la révolution tranquille. Il est alors de tradition et d'étiquette que ces dernières se doivent de renoncer à un mariage de grandeur auquel biens de jeunes filles québécoises rêvent et de se contenter de porter une robe sobre couvrant bras et clavicules. Bien qu'une tendance existe dans le but d'augmenter l'âge à 35 ans, il reste pourtant mal vu pour les femmes de plus de 30 ans, et certainement celles de bonnes familles, de tenir grands mariages et célébrations[réf. nécessaire]. C'est d'ailleurs pourquoi de nos jours, plusieurs femmes québécoises laissent de côté la tradition du grand mariage et décident plutôt d'acheter une maison et de fonder une famille en guise de signification d'engagement auprès de leur conjoint[réf. nécessaire].
La fête était aussi l'occasion de cuisiner la tire de la Sainte-Catherine. Cette tradition remonterait au temps de Marguerite Bourgeoys, qui, pour garder l'attention de ses élèves, aurait mis de la « tire » en face de son école, sur le chemin des classes.

### Suisse
En Suisse, la Sainte-Catherine se fête notamment à Sierre. Patronne de la ville, elle a donné son nom à un grand marché dont les origines remontent au XIVe siècle. Jusque dans la deuxième moitié du XXe siècle, cette foire était un lieu important de vente et d'achat de bétail pour les habitants de la région. Ce marché est aujourd'hui un événement populaire, qui a lieu annuellement à la fin du mois de novembre dans une grande partie du centre-ville.
En parallèle au grand marché traditionnel du lundi et mardi, un événement festif se déroule sur la Plaine Bellevue du vendredi au lundi soir. A cette occasion se déroule l'élection de Miss Catherinette, réservée aux candidates célibataires âgées de 25 ans. Pour y participer, celles-ci doivent confectionner un chapeau sur le thème de l'année, puis défiler devant un public de plusieurs centaines de personnes.